# Der Sturm
Der Sturm (с нем. — «Штурм») — немецкий литературный журнал, издававшийся в 1910—1932 годах писателем Гервартом Вальденом. Вместе с «Die Aktion» журнал был одним из двух главных изданий немецких и австрийских экспрессионистов.

## История издания
Первый номер журнала вышел 3 марта 1910 года с подзаголовком «Еженедельник культуры и искусства». Журнал задумывался как издание в поддержку разнообразных авангардных направлений искусства: кубизма, дадаизма, футуризма и экспрессионизма. К литературным сотрудникам «Der Sturm» принадлежали Эльза Ласкер-Шюлер, Сельма Лагерлёф, Кнут Гамсун, Карл Краус, Генрих Манн и многие другие. Постепенно вокруг журнала сложился так называемый «штурмовский круг» (нем. «Die Sturmkreis»). В издательстве при журнале публиковались пьесы, искусствоведческие статьи и монографии, репродукции картин и эстампы. Главная книжная серия называлась «Sturm-Bücher». Наряду с книгами издательство выпускало почтовые открытки с картинами молодых, малоизвестных художников, многие из которых впоследствии стали знаменитостями: Василий Кандинский, Франц Марк, Оскар Кокошка и др.
Герварт Вальден в открытом письме к подписчикам сформулировал основную концепцию журнала так:

«„Der Sturm“ — это издание независимых. Культура и искусство современности будут оцениваться критически. В этом журнале выражают себя только личности, имеющие схожие взгляды и воззрения. Исключены любая журналистика и фельетоны. Еженедельник „Der Sturm“ в каждом номере будет издавать эссе по вопросам искусства и культуры. Продуктивное искусство появится в виде романов, новелл и стихов значимых современных авторов. Полемика и критика, выраженная в слове и линии, получит широчайший простор».
Оригинальный текст (нем.)«Der Sturm ist das Blatt der Unabhängigen. Kultur und Kunst der heutigen Zeit werden kritisch bewertet. In dieser Zeitschrift äußern sich nur Persönlichkeiten, die eigene Gedanken und eigene Anschauungen haben. Ausgeschlossen ist jede Art von Journalismus und Feuilletonismus. Die Wochenschrift DER STURM enthält in jeder Nummer Essays über Fragen der Kunst und Kultur. Die produktive Kunst erscheint in Romanen, Novellen und Gedichten bedeutender zeitgenössischer Autoren. Der Polemik und der Kritik in Wort und Linie wird weitester Raum gewährt».
Постепенно «Der Sturm» стал не просто журналом, но «торговой маркой» нового искусства. Появилась одноименная галерея (нем. «Sturm-Galerie»), проводились «штурмовские вечера» (нем. «Sturm-Abende») и т. д. Особенное значение для истории европейского искусства имел Первый Немецкий осенний салон (нем. «Erster Deutscher Herbstsalon»), организованный Г. Вальденом в 1913 году.
Среди прочего, до начала Первой мировой войны «Der Sturm» играл важную роль в культурном обмене между Германией и Францией, наладив сотрудничество между авангардными деятелями искусства обеих стран.

## Литература

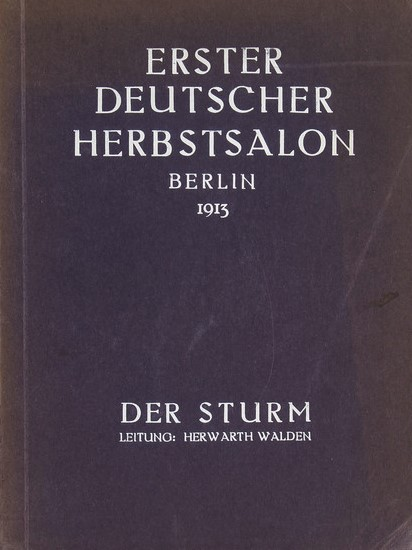
Издание, посвящённое Первому Немецкому осеннему салону